# Guaitarilla

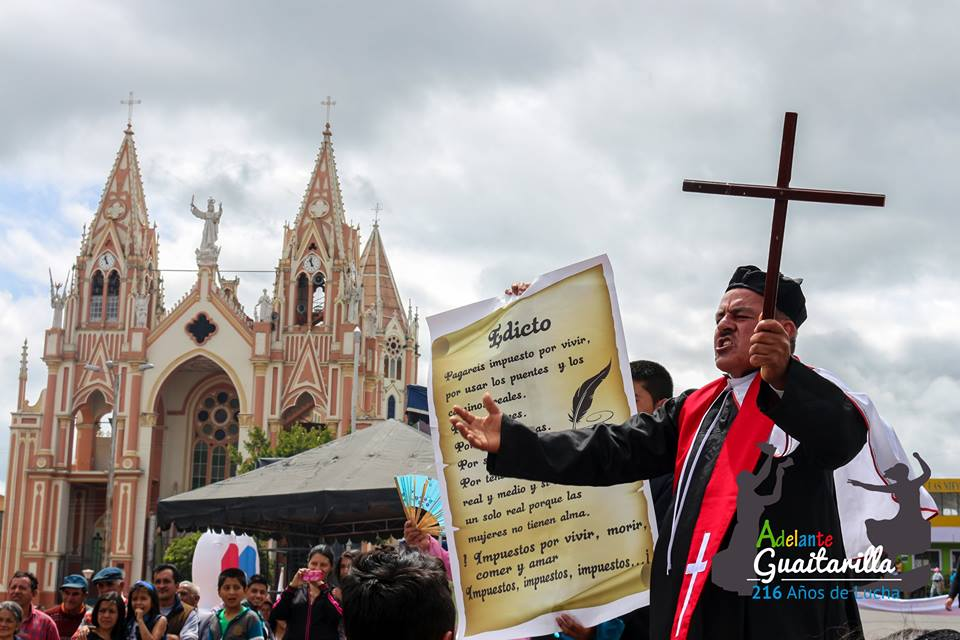
18 de mayo Guaitarilla

Guaitarilla es un municipio colombiano ubicado en el departamento de Nariño. Se encuentra en la región andina del país, conocida por su rica biodiversidad y cultura.

## Toponimia
El «valle solo florido», «solo jardín», «solo primaveral», «suelo solo fértil». Se ha sugerido que Guaitarilla está compuesto de guai e illa, que significaría "solo/a", de donde nacen las interpretaciones anteriores o las literarias de «cesto florido». Además la expresión guai es una raíz de origen desconocido que indica calidez, lo que realmente corresponde al clima local, en especial de las épocas veraniegas, por ende significará también «tierra cálida y florida». Sin embargo, estas conjeturas no tienen ningún fundamento histórico ni lingüístico, por lo que deben ser vistas con reserva. Lo más probable es que Guaitarilla sea un término de origen en la lengua pasto, cuyo sentido no es posible establecer.
Otra versión deriva del nombre propio de una hipotética nación indígena Guaitaros, asentada en la región. Al fraccionar la palabra original en guay – ros, da a entenderse como gentilicio del guay - tar o sea lugareños del valle cálido, florido o gentes de mucho afecto e illos = solos, de las primeras versiones determinaría a los hijos del valle solo florido. 
Una tercera versión vendría de la familia de los Guaitaros, nombre de la nación indígena que habitó la región, desde las riberas del río de su nombre hasta las estribaciones del azufral, por los lados de guaramuez y la cofradía, de cuyas familias y apellido existen evidencias en la ciudad de Túquerres.
Sin embargo, ningún investigador ha aportado datos confiables sobre ninguna de las hipótesis sobre el origen del nombre del municipio, por lo que debe seguir considerándose de origen incierto.

## Símbolos

### Himno municipal
El himno de Guaitarilla es una composición de Ramón Celestino Ortiz, Algunos dirigentes fundaron la sociedad Ramón C. Ortiz, para reivindicar su nombre y heredar un legado literario. Este himno se institucionalizó, en el concejo municipal, por Resolución 02 del 15 de mayo de 1947.

### Bandera
Mediante la misma Resolución 02 del 15 de mayo de 1947, que adopta los símbolos municipales. La bandera es mencionada en el literal C. como pabellón municipal a: «Un manto blanco sobre un asta amarilla con cordones y borlas del mismo color que se izará en festividades municipales».

### Escudo
En esta misma resolución en declara como escudo de Guaitarilla, cuya descripción indica: Las quince estrellas simbolizan las secciones que integran el municipio; el cóndor desplegadas sus alas: Fuerza y Poder; la cinta que lleva en el pico con la leyenda ciudad prescursora, la aurora del 18 de mayo de 1800 día en que se rompió el Decreto del Virrey de Quito sobre rendimiento de diezmos y se gritó ¡libertad! por primera vez. El libro abierto y con sus fechas históricas, la historia municipal. El cesto de flores El nombre de Guaitarilla, celo florecido, versión del Quechua, los ramos de olivo y laurel: paz y victoria y el lazo que los une con la leyenda «Escudo Municipal», la armonía símbolo de su progreso, todo sobre un fondo azul de los cielos colombianos.

## Límites y localización
- La distancia a Bogotá es de 980 km.
- Con una altitud de 2.701 m s. n. m.
- En el departamento de Nariño, se ubica en el sector sudoriental.
- Por carretera de Pasto a 64 km, de Túquerres unos 16 km.
- El término municipal posee 121 km².

### Límites
- al norte con Ancuya.
- al nororiente con Consacá, aguas abajo del Río Guaitara.
- al occidente con Túquerres Samaniego y Providencia.
- al oriente con Yacuanquer.
- al sur con Imues.

## División Político-Administrativa

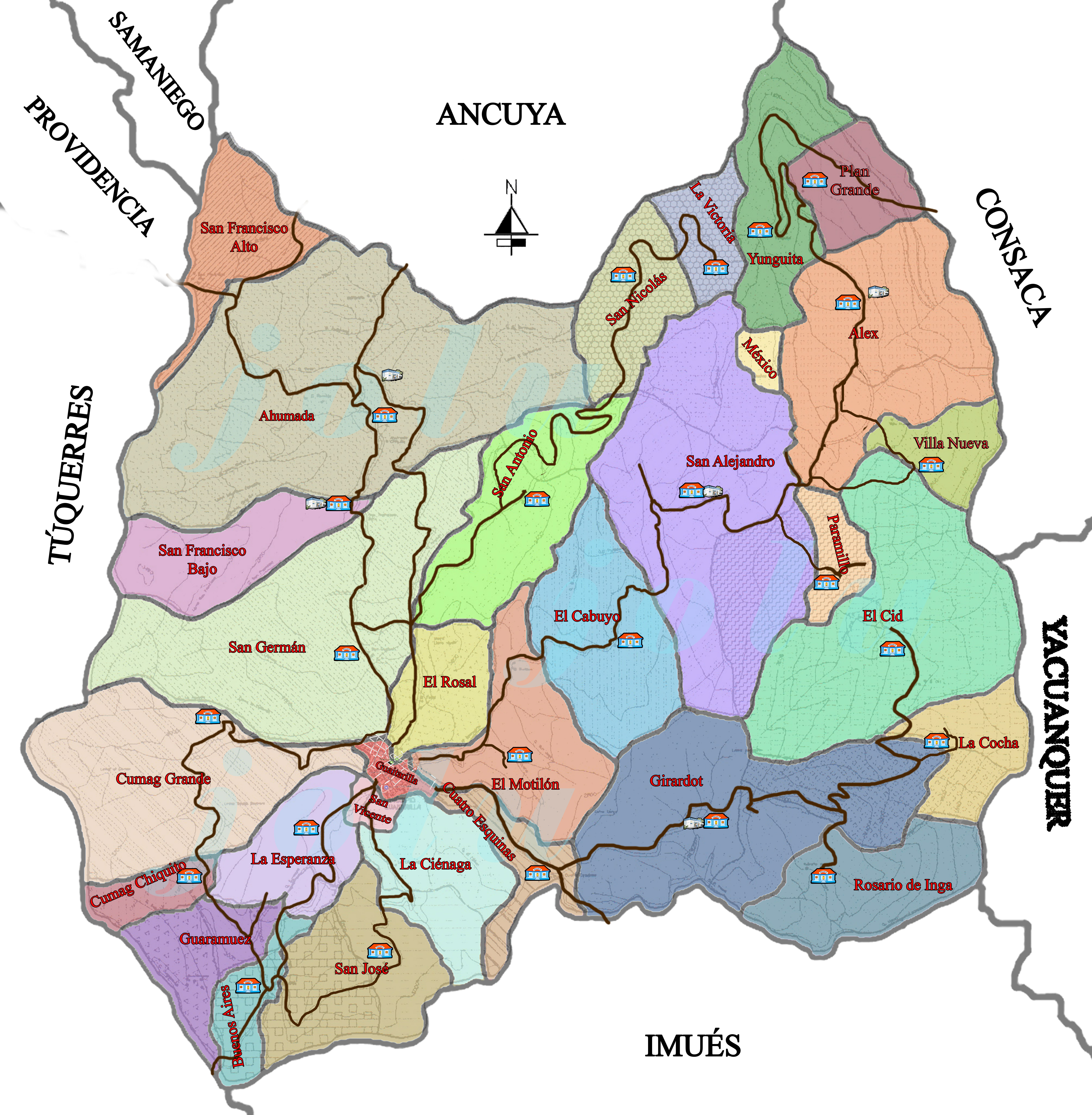

Además de su Cabecera municipal. Guaitarilla tiene bajo su jurisdicción el centro poblado: El Rosal.

#### Veredas
El municipio está compuesto con las siguientes veredas:
Ahumada, Alex, Buenos Aires, Cabuyo, Cuatro Esquinas, Cumag Chiquito, Cumag Grande, El Cid, Girardot, Guaramuez, La Cocha, La Ciénaga, La Esperanza, La Victoria, El Motilon, El Rosal, México (vereda), Paramillo, Plan Grande, Rosario de Inga, San Alejandro, San Antonio, San Francisco Alto, San Francisco Bajo, San Germán, San José, San Nicolás, San Vicente, Villa Nueva, Yunguita.

## Geografía
El territorio tiene 124 km² de los cuales 10 km² corresponden al área urbana y el resto al sector rural.

### Aspecto fisiográfico urbano y rural
El sector urbano, tiene dos planos casi geométricos:
1. "Pueblo Viejo" , más extenso y poblado con quince manzanas de viviendas, con definición de sus calles y carreras, donde se encuentran ubicadas el centro administrativo municipal, el templo parroquial, el parque principal, la plaza de mercado o galería, extendiéndose al sur hasta el barrio Belén. Como un cuadrilátero perfecto; hoy avanza hacia el sector del estadio y de la lomita donde están las nuevas instalaciones del colegio.
2. "Pueblo Nuevo" parte de la quebrada San Benito, hasta el extremo norte donde se halla el barrio El Empedrado. Su forma es triangular, con 8 manzanas no definidas ni tan pobladas y se observan calles y carreras como lotes urbanos o predios de explotación agropecuaria hacia el sector Santa Bárbara.

La toponimia dada a esos sectores urbanos no guarda relación con la realidad urbanística: viviendas rudimentarias, casas de tapia con una o dos plantas, con puertas de madera , ventanales y balcones en especial en la Calle Real; en realidad ninguno de los dos sectores es más viejo que el otro.
El relieve urbano muestra un pequeño valle, semiplano, con pequeñas laderas urbanas como las de Belén y Santa Bárbara; este valle circundado por las montañas que solo se cortan en dirección del volcán Galeras, con varias quebradas, cuyas aguas van al río Guaítara.
El sector rural es montañoso, donde la parte del bosque nativo ha sido destruido paulatinamente. 

### Orografía
Se constituye por estribaciones montañosas del nudo de los pastos, fortaleza de los andes. Las elevaciones son pequeños promontorios: llamados morros y sobre sus faldas se ven parcelas con cultivos y pastizales.
Se destacan el morro de Los Patiños , La Esperanza, La Ciénaga, El Granadillo», Llano Verde, Loma de Cumag, Chau cha, El Naranjo, Portachuelo, Loma Larga, El Encino, cuya altura media es de 2720 m s. n. m. y La Burrera o El Cucho" alcanzando 3.000 m s. n. m. Todas estas ramales de la Cordillera Occidental de Nariño.
Por su parte el valle, antes descrito donde su ubica el sector urbano parte de las faldas de la ciénaga y la lomita, Santa Bárbara, hasta las veredas de San Germán, La Primavera, Llano verde.

### Climatología y estaciones
Cuenta con tres climas predominantes, dados por los pisos térmicos que se generan en la diversidad topográfica del relieve y altura: 
- Clima templado, en las partes más bajas colindantes con el río Guaítara con temperatura promedio de 22 a 24 °C adelante y que se localiza en las veredas del Yunguita, Alex, El Cid, San Nicolás y Yanangala (hoy La Victoria).

- Clima medio, entre 16 y 20 °C que se perciben en la cabecera municipal, San Germán, la primavera, Ahumada, San Alejandro, Girardot.

- Clima frío, menos de 15 °C que se siente en las veredas La Esperanza, Buenos Aires, Cuma, El Naranjo y la burrera. Colateral con El Quitasol y Guaramues, sector de Túquerres.

La temperatura media entre 14 y 18 °C en el área urbana. En general sube en la temporada de verano de junio a septiembre hasta 28 °C, bajando en el invierno de octubre a mayo hasta 10 °C .

### Unidades ambientales
- Cañón Interandino: son las tierras aledañas al río Guaitara, con Tº de 20 a 24 °C, lluvias promedio de 500 a 1.000 mm con los sectores de Yanangala, Yunguita y El Cid.

- Terrazas y Vertientes Interiores: se ubican en este nivel las veredas de Ale, San Alejandro, San Nicolás, con Tº media de 18 a 24 °C, alta precipitación de lluvias de 2.000 mm; y nubosidad densa.

- Valle Interandino: comprende la zona urbana y los sectores rurales de La primavera, San Germán, El Rosal, Llano Verde, Ahumada, La Ciénaga, San José, El Cabuyo, Girardot, Buenos Aires y La Esperanza. Su Tº promedio es de 16 °C de gran lluviosidad en temporal de invierno, con presencia de neblina densa y fría, en el verano su clima es primaveral y solariego. Es la época de cosechas y Fiestas locales.

- Páramo y Subpáramo: son las veredas de Cuma, San Francisco Alto y El Naranjo, limítrofes con los municipios de Túquerres, Samaniego y Ancuya. Es caracterizado por la existencia de bosque de niebla y llovizna casi permanente a lo largo del año en especial por las madrugadas, con Tº bajas de 4 a 13 °C.

### Hidrografía
Se ubican los vertederos de agua en las partes altas de las montañas donde aún sobreviven sectores de bosque nativo, como los indicados de la zona del páramo, con bosques de grandes árboles de aliso, guayacán, quillotocto, arrayán, motilón, siete cueros, uraco, cedro, cucharo, roble, encino: manto de sombra para proteger la humedad del subsuelo, la asimilación de agua de las plantas de menor tamaño y principalmente matorral como helecho , liana, enredadera, planta parásita, musgo, quiche y líque que; actúan como esponjas que soportan cantidades de agua que lentamente se sueltan por la gravedad formando riachuelos que llegan hasta el pueblo formando quebradas.
No hay programas de recuperación del bosque mediante acciones de culturización ni campañas de reforestación. Las administraciones locales poco avance le deparan y por ello la crisis de los mantos de bosque continúan su franco deterioro pronto serán camino, campos de parcela o desierto. 
Quebradas
- Quebrada el Chuzo, la cual nace cerca de Camuestés, atraviesa el pueblo y cerca del matadero, por el sur, junta sus aguas con la Pambuza. Es la de mayor caudal pues recoge aguas abajo otras vertientes importantes
- Quebrada San José, o quebrada del Baño, por nacer en esa vereda, la cual desemboca sus aguas en la quebrada de Guaramuez, junto al barrio Belén.
- Quebrada Pambusa, o San Benito, es la que se encarga de deslindar al sector Pueblo Viejo del Pueblo Nuevo, ésta con la quebrada de Cuma encierran de alguna forma al Pueblo Nuevo, por lo cual muchos dieron en llamarle «el Puerto»
- La quebrada Pambuza incrementada por la de Cuma, vierte sus aguas a la del Chuz,o por la parte norte del matadero. Esta pasa a llamarse más adelante quebrada del Motilón y confluye con la quebrada San Alejandro y San Nicolás que finalmente desembocan en el río Guáitara.
- Quebrada Cuma, desciende del alto de dicha vereda pasando al sector de la Plazuela bordea el barrio Santa Bárbara por el lado norte, llega al sector del barrio el Empedrado, pasa al Rosal, abajo de San Germán recibe aguas de la quebrada del Lechero, ya en el Llano Verde forman la quebrada Regada.

- Quebrada del Lechero, nace en el páramo de la Burrera, de aguas frías y cristalinas, de buen caudal y alimenta a la de Cuma formando la quebrada Regada, vereda del Rosal.
- Quebrada la Primavera, nace en el Alto, sector de la Burrera, pasa la vereda San Germán, y con la quebrada Regada conforma la quebrada de Llano Verde.
  - Estas aguas formarán la quebrada de San Nicolás y La Playa que unidas a la Pambuza forman la quebrada de Granadillo.

No abundan los peces, pero se han hecho intentos de fomentar estas especies para favorecer la alimentación de las comunidades ribereñas y hace pocos años se localizaron charcos o vados de trucha.
En algunos temporales de invierno, la quebrada San José, en el punto de Peña Blanca, ocasionó una avalancha sin mayores consecuencias, aunque se han registrado muertes por inmersión.
Las aguas de las quebradas se aprovechan principalmente para el consumo humano, de animales domésticos, para riego de cultivos, para lavado de ropa, lo cual genera contaminación por jabones que impiden la vida y el crecimiento de los cultivos de alevinos de trucha.
A mitad de siglo XX, se construyó en el sector de El Motilón, una represa pequeña, para aprovechar la fuerza hidráulica y dar movimiento a un generador de energía Pelton, con lo cual por las décadas de 1950 a 1960 dio energía para el servicio público y residencial, de baja potencia, pero posibilitó el funcionamiento de la radio. Esa planta eléctrica funcionó poco tiempo dado su costo en el mantenimiento y la falta de personal experto. En l962 y 1963 se reciben las redes eléctricas de CEDENAR, que posibilitaron el ingreso deninitivo del progreso del poblado, en especial la sintonía de la radio y televisión.
Otra forma tradicional de aprovechamiento de las aguas de nuestras quebradas, en vías de extinción, fue el aprovechamiento como fuerza para mover los famosos antiguos molinos de agua.
El río Guaitara ocupa el cuarto lugar de las corrientes de agua en Nariño, junto con el río Patía, río Mira y el río Juanambú. Este río nace en las estribaciones del volcán nevado de Chiles, frontera con Ecuador, donde lo llaman «río Carchi». Es hito fronterizo con Colombia en el punto Rumichaca, que en quechua significa (puente de piedra). Atraviesa el departamento de Nariño en forma diagonal de sur a norte, pasando por Las Lajas, Pilcuán, El Pedregal, hasta encontrar dos promontorios montañosos donde se levanta el llamado «puente Colgante» enrumbándose a Consacá y Guaitarilla; pasa por Ancuya, Sandoná y Linares siendo finalmente afluente del río Patía.
Se afirma que Simón Bolívar lo paso muchas veces de Sandoná y Ancuya a Ales, donde quedan los vestigios de un puente colonial, en travesía del Ecuador. Por la carencia de un puente vial, los pobladores rurales de Consacá y Guaitarilla de este sector, lo cruzaban en tarabita (unión de lazos o alambre grueso que facilita el tránsito de personas y atavíos)

## Sociología

### El vecino guaitarillense
Se caracteriza "blanco" con tipologías de matices de estatura, contextura corpórea, color de piel acanelada o trigueña, ojos con predominio del pardo, "zarcos" azul y verde o "garzos", y pigmentación de piel más blanca.

### Naciones indígenas que coexisten en el municipio
Los originarios, “eran de cuerpo grotesco y musculado, cara ruda, labios gruesos, amoratados, cabello lacio, negro, ojos cafés con esclerótica amarillenta, no muy erguidos”… “de temperamento egocentrista”; niños sin mayores cuidados y protección de las inclemencias del tiempo. “Sus vestimentas de tejidos que ellos mismos elaboraban o trocaban con visitantes de otras regiones, en especial ropajes de lana de oveja que traían habitantes de Chiles y Cumbal por maíz”.
La influencia del español “dejó sus huella fenotípica” a lo largo y ancho del continente. La región fue habitada por colonos de Sebastián de Belalcazar, provenientes del sur de la provincia de los pastos y de tierras quiteñas.
El nariñense de mayor influencia del blanco en su apariencia física nos muestra rasgos como contextura delgada, cuerpo erguido y elegante al caminar, cara alargada, boca mediana con labios carnosos, nariz perfilada, ojos grandes con predominio del verde y azul; de origen, se caracterizó esta población por el pronunciamiento claro de la elle (LL) castellano, en especial en Pasto, La Unión y Guaitarilla.

### Mestizaje
Naturalmente el mestizaje fue fundamental en la tipología del humano actual de Guaitarilla; la conjunción de sangres nativa y blanca, dieron lugar a una nueva tipología sureña y de cuyos ancestros provienen nuestras actuales generaciones. De estas generaciones, sale una figura diferente, atractiva y hacen que derive la otra interpretación que del vocablo "Guaitarilla" se ha dado, como que sus mujeres son "bonitas" elegantes y coquetas y por ello este suelo es comparado a un cesto de flores.
Este es el grupo humano predominante en la región, sin desconocerse que existen muchos pobladores localizados en las zonas frías de genética indígena, como la Plazuela, Cumag y Guaramuez (Hoy inspección de Buenos Aires).

## Equipamientos sociales

### Salubridad
Como toda población humana en el proceso de adaptación al medio tuvo que sufrir múltiples penalidades de tipo ambiental que afectaron su organismo dando lugar a enfermedades de tipo endógeno y exógeno; al respecto no se encuentran datos muy convincentes, pero entre relatos se pueden leer aspectos tales como: "Los guaítaros fueron diezmados por un hado adverso que los castigó enviándoles terribles epidemias que obligó al resto a emigrar hacia el punto de Guaramues, para salvarse del fatídico castigo" (tomado de un artículo del Dr. Silvio Solarte Portilla).
Los antepasados fueron víctimas de enfermedades producidas en un ambiente malsano o por su pobre régimen alimenticio, consumo de aguas sin hervirse, se destacan la parasitosis intestinal y externa como piojo, pulga, y falta de medidas de salubridad como el bocio, aspecto aun persistente en la población rural.
A la fecha los niveles críticos así expuestos, no son los mismos, la acción oficial del MIN-SALUD y Secretaria de Salud de Nariño, implementaron planes de acción nacional, regional y local que prácticamente extinguieron de la faz nacional muchas de estas enfermedades y hoy el municipio cuenta con una infraestructura mínima de apoyo logístico a la población vulnerable.

### Educativo, Cultural y Recreativo
Se halla en el sector urbano, localizada en el barrio San Francisco a la "Escuela urbana de varones", en el centro en la calle León, la escuela básica primaria para niñas "María Auxiliadora" como las de mayor antigüedad, renombre y tradición; luego se ha construido la edificación para "la escuela número 2" en el sector de la Tejería, edificio de una planta construido por el plan OAPEC, y el cual en la actualidad se aprovecha después de varios años de abandono en el que se creía se implementaría el andamiaje de un colegio que nunca fue posible.
En las Inspecciones y veredas más pobladas los docentes municipales o departamentales atienden viejas escuelas que al paso del tiempo han requerido de renovación de plantas físicas, destacamos las de Ahumada, San Alejandro, San Antonio, Ales, El Cid, Buenos Aires, La Esperanza. Con proyectos de metodología unitaria, es decir un docente atiende alumnos de diferentes niveles escolares, en especial de 1º a 3º y los que egresan con algún interés de seguir sus estudios cursan 4º y 5º en la escuela más próxima o en las urbanas.
El promedio de cobertura urbana es alto con promedio de alumnos por nivel de 80 y más estudiantes en cursos cuyas aulas no reúnen los requerimientos espaciales y de dotación pedagógica correspondiente al estatus del pueblo.
En las veredas la capacidad de cobertura es menor, pero no se deja ver el incremento poblacional que sube paulatinamente los índices de matrícula y se ven instituciones que exigen mayor capacidad de planta, pasan de 100 alumnos.
Retomado el aspecto escolar en el municipio, en los año 1940 se fundó el primer colegio en Guaitarilla, que impartía formación académica hasta el 4º de bachillerato, colegio que fuera regentado por una comunidad religiosa de Las Hermanas Vicentinas, con carácter exclusivamente femenino. Por sus aulas pasaron señoritas que luego ejercieron la docencia en el pueblo o en las veredas. Este colegio se extingue en pocos años por la falta de interés de las familias en matricular a sus hijas.
Los padres más audaces recurren entonces, a enviar a sus hijos a los colegios de la capital Pasto o a Túquerres, Ipiales, conocidos entre otros La Gran Normal de Occidente, Instituto Normal Teresiano, en ciudad de Pasto, San Luis Gonzaga, Champagnat, Betlehemitas, Nacional Sucre y San Francisco.
Para 1968, surge, con el arribo del párroco Bernardo Arévalo Bolaños, hijo del pueblo, hombre de talento, excelentes relaciones humanas y públicas, con una capacidad de oratoria y elocuencia, intrépido y de espíritu emprendedor, “este buen cristiano samaritano” con apoyo de algunos líderes como Luis Ignacio Caicedo, Jeremías Caicedo, Rosa Aurina Solarte, Margarita Cerón, Tulia M. Álvarez, el diputado Humberto Martínez, los señores con ilusiones así como madres de familia que creyeron en "el cura Arévalo" y se empeñaron en la osadía de crear el nuevo colegio "Ntra. Sra. de las Nieves".
El colegio creció a pesar de los incrédulos con pasos agigantados, fueron entusiastas y emprendedoras madres y padres de familia que sacrificaron la oportunidad de que sus hijas e hijos estudiasen en otras municipalidades y los trajeron para fortalecer la población escolar del colegio de sus sueños, el que iniciara labores con dos cursos de 1º y uno de 2º de bachillerato fue su primer rector el fundador Padre Bernardo Arévalo Bolaños, Secretaria “Polita” Bastidas.
De los docentes vinculados algunos eran oriundos del municipio, como Alfonso Camacho y Antonio Narváez, otros enviados por la Secretaría de Educación Departamental de Nariño, en principio civiles, luego contaron con apoyo de personal religioso que se radicaron por muchos años como fueron las Hermanas de los Sagrados Corazones. Justamente una de ellas, Hna. María Delia Rodríguez, asumió la función rectoral, en reemplazo del padre fundador.
No han pasado muchos años cuando se empieza la vinculación de alumnos de otros municipios cercanos como Ancuya y Consacá, lo cual le dio más atractivo al colegio generando una imagen positiva.
Hoy se ha construido una nueva planta física en el sector de "La Lomita" por gestión municipal, que ya empieza a funcionar con relativo éxito.

#### Sociedad Ramón C. Ortiz
Esta institución dedicada a la representación escénica con actividades propias de danzas, música y organización deportiva, con muy baja organización, por la falta de recursos y poca gestión directiva, no logra dejar realmente huella profunda. Más que entidad cultural es un movimiento de generación espontánea, que aparece y desaparece por momentos, sin embargo es rescatable su nombre por lo significativo que es para el municipio, el del gran hombre, hermano Marista Ramón Celestino Ortiz, seguidor de Marcelino Champagnat, quien en vida fuera uno de nuestros adalides como escritor, hijo ilustre del pueblo, cuya obra literaria poética, tanto como autor del himno a Guaitarilla como el de la ciudad capital de Caldas Manizales y otras obras que seguro permanecen en archivos está por explorar. No menos evidente es que de estos sentimientos de acción social nace la organización del club Deportivo Botafogo con énfasis en fútbol y luego con equipo femenino de baloncesto, que abre puertas a la participación de nuestras mujeres.
Poco tiempo después surge un movimiento teatral en el sector "Pueblo Nuevo" abanderado por Segundo Calderón, Jeremías y Rafael Caicedo, Teódulo Camacho y Gloria Fanny Cerón, como promotores; logra tener presencia fugaz con honda huella afectiva más que histórica, porque generaron lucha y competencia con la antes descrita; a pesar de todo en corto tiempo lograra realizar el primer reinado de la simpatía, adquirir la primera radio emisora local y crear un equipo deportivo masculino y femenino Club Deportivo Estrella Roja.

## Folclore
Los niños y niñas de cinco años en adelante, adquieren costumbres y tradiciones recreativas y deportivas propias de la región y que se fortalecen en la escuela como mecanismos de distracción y aprendizaje colectivo significativo en algunas áreas básicas como el desarrollo de motricidad gruesa y fina, conteo elemental de objetos y práctica de habilidades físicas para el crecimiento y desarrollo corporal.
Los varones por su parte compartían el juego del trompo, el cuspe, al neto con las canicas (bolas de cristal), las "cajas" juego del neto con tapas de botella de gaseosa, "la polla" juego con "matahambres" o mata hambre es decir frijoles y que decir de las corridas callejeras a la rueda (con aros de llanta), en equipos o competencia individual y naturalmente para adolescentes y jóvenes la tradicional jugada de fútbol callejero o ciclismo, solo por recordar estos.
El pueblo tuvo un deporte famoso por tradición, hoy no aceptado social ni legalmente, la cacería de animales, ya extinguido por ecología, de niños, preadolescentes y mayores, con la tradicional "charampa" o cauchera o con escopeta. Se organizaban en grupos aficionados o de la vecindad y salían los sábados a sus faenas entre el monte de la burrera y la aguada.
La situación actual ha cambiado totalmente por la escasez de estos animales, cambiaron las costumbres, nuestros personajes ya se marcharon para siempre dejando solo el recuerdo y la cultura ecológica predomina por doquier para salvar la flora y fauna en vías de extinción.
Relato aparte se merece la práctica del deporte asociado amateur o aficionado, en especial lo que es el fútbol y baloncesto, antes exclusivamente masculino el primero y femenino el segundo.
La referencia anterior indica que en el pueblo cohabitaron dos organizaciones culturales y deportivas como fueron la Sociedad Ramón Celestino Ortiz, que promoviera la creación del equipo Botafogo, que identificaba al pueblo viejo su uniforme camisa era la camisa rayas negras y blancas verticales, la pantaloneta negra y La del pueblo nuevo que patrocinara al club deportivo Estrella Roja, cuyo uniforme enteramente blanco con visos rojos en las mangas. Estos equipos dieron vida y dinamismo a la población en encuentros de mucha categoría en los años 1960 y siguientes en especial ambientaron las festividades del santo patrono San Nicolás de Tolentino y fueron dignos rivales de equipos de otras municipalidades.
Ya para los años 70 desaparecieron estos equipos porque muchos de sus integrantes emigraron a otras latitudes de Colombia y Nariño o se retiraron por el paso de la edad dando lugar a nuevas generaciones de donde nacen nombres relativos a nuestro medio destacamos los equipos Guaitara y Andino, que siguieron la tradición de sus antecesores con la misma identidad local y la misma rivalidad deportiva. Para esta época de ambos bandos se contrataron entrenadores e instructores del manual o reglamento, que le dio categoría y mejoró las relaciones competitivas entre los dos equipos, se fue humanizando y racionalizando la práctica deportiva, la vida de estos equipos fue duradera la del primero y fugaz la del segundo. La importancia de estas generaciones radica en la implementación en cada club del equipo femenino de baloncesto Botafogo y Andino.
Para la misma década nace el club Deportivo Bolívar y otros equipos como el del Colegio que contribuyeron de alguna manera al mejoramiento de la actividad recreativa local.

## Accesos y comunicaciones
La localidad mediante el sistema de «mingas» (trabajo en asociación), construyó los primeros caminos veredales y carreteables que por múltiples administraciones municipales y con el apoyo de Caminos Vecinales, entidad de orden nacional ya desaparecida, fueron afirmadas con rocas resistentes al paso vehicular y al invierno, garantizando el paso aceptable de los vehículos.

### Carreteras y caminos veredales
Entre las vías terrestres peatonales o vehiculares más conocidas que parten del sector urbano y que posibilitan el acceso a diferentes veredas tenemos las siguientes:
- Vía de El Motilón, El Cabuyo, San Alejandro, Alex prolongándose hasta Consacá.
- Vía de San Germán, Ahumada que llega a Ancuya y Sandoná.
- Vía del Pueblo Nuevo y va a San Germán, San Francisco y El naranjo
- Vía de Santa Bárbara, Cuma, Hacienda del Hospital y Quita sol que termina en la
- Cofradía en Túquerres o con variante a Samaniego
Las carreteras de gran fluido diario de tráfico vehicular que nos llevan de Guaitarilla a Pasto, conocida como vía de chirrtés y la vía a Túquerres e Ipiales conocida como vía de los arrayanes.
Dado el flujo de pasajeros se han instalado en el municipio agencias de TRANSANDONA, Flota Guaitara Y COOTRANAR. La mayoría de buses de pasajeros son mixtos o tipo escalera, de carrocería abierta con capacidad de 60 pasajeros, sin embargo ya EXISTEN buses cerrados. 

## Medios de comunicación
Este servicio público de intercomunicación personalizada, data de los años 1920s, el 13 de julio fueron inauguradas las líneas físicas o de cableado de posta a posta y que permitieron comunicación telegráfica, con Pasto vía Túquerres; dependientes estos de la Empresa de Telégrafos y Correos Nacionales de Colombia
Por necesidades de la demanda y el avance de la tecnología, llegan nuevas formas de comunicación utilizando el Sistema de VOZ, por teléfono, instalado desde los años 1965. Servicio a cargo de Empresa Nacional de Telecomunicaciones de Colombia, TELECOM, la cual para la última década del siglo XX y comienzos del nuevo milenio viene implementando nuevas tecnologías en comunicaciones como son sistema de fibra óptica, sistema de microondas y comunicación satelital, permitido mejorar las comunicaciones mediante el sistema de DDN y DDI, el cual en principio funcionara vía Túquerres y para la década anterior de manera directa desde la localidad a cualquier punto.
Este avance tecnológico abrió las puertas a la telefonía local que cuenta con varios abonados dando lugar a la formación de un pequeño directorio telefónico, que se incrementará en la medida que la gente vea la necesidad y la facilidad de comunicarse desde su propia residencia.
TELECOM, tuvo una gestión posibilitando también el ingreso de la televisión internacional a todos los pueblos del país. La política neoliberal de ÁLVARO URIBE, presidente cuestionando la maravillosa obra y recursos vitales de esta entidad ha negado su continuidad como entidad adscrita al MIN COMUNICACIONES, alegando baja rentabilidad, corrupción administrativa y problemas de orden sindical y prestacional que para él la hacían inviable. Por ello determinó la venta de acciones al reestructurarla y someterla al régimen de economía mixta como viene operando.

### Radio
La población no ha tenido medios de comunicación masiva dependientes de los estamentos oficiales y solo se ha acudido a la sintonía de la radio nariñense emitida desde otros municipios como Túquerres, Ipiales, Tumaco, La unión, Sandoná , Pasto, Cali, Bogotá y de la radio ecuatoriana.
La emisora pionera en el pueblo la instaló José Santacruz, radiotécnico pastuso, hace sus primeras pruebas y emisión sonora definitiva el año 1966, con los acordes del Himno Nacional, la producción de audio de Olegario Tovar y Gloria Fanny Cerón. Quienes la administraron durante dos años, reciben el legado de las primeras locuciones y animación radial Horacio Melo Madroñero y Jeremías Caicedo, por otros dos años, hasta cuando empiezan a llegar de organismos de seguridad del estado y del Ministerio de Comunicaciones, con orden de cierre de cierre, so pena de incautar los equipos. Esto obedeció a que jamás se realizó el trámite para la respectiva licencia.
Hacia 1978 aparece la emisora Super Cultural Guaitarilla; por la misma época aparece la emisora La Voz del Centro, nombre que al parecer se copió de una estación de alta potencia que emitía desde El Espinal (Tolima), estos eran equipos privados, de muy baja potencia que tuvieron vida efímera.
El Ministerio de Comunicaciones para dar fortaleza a las comunidades locales apoya a los municipios y organizaciones no gubernamentales a que creen en los pueblos las emisoras comunitarias de tipo cultural no comercial. Guaitarilla vuelve e intenta tener su emisora y un grupo organizado y liderado por Yofre Alfonso Erazo Portilla, instalan la radio de los años 90 denominada Radio Primaveral 104.1 F.M Estéreo. y que ha logrado mantenerse hasta la fecha y que a diciembre de 2012 son 17 años de constante trabajo, con todas la vicisitudes y falta de apoyos institucionales y estatales.
A finales de la década de los 90s el industrial Arturo Solarte, ante el advenimiento del bicentenario de La Revolución Comunera de Guaitarilla, dona unos equipos de radiodifusión sonora en frecuencia AM onda larga de baja potencia y frecuencia de cubrimiento local que enaltece el heroísmo de los pobladores del municipio en tiempos de la independencia. A esta emisora se le da el nombre de Voz de la Libertad, bajo la dirección de la parroquia, en 1999.En el año 2015 cuenta con tres emisoras tropicalísima fm 97.3 cobertura local su lema tropicalísima "te mueve"  la lidera dj FM Francisco Melo y Mauro Portilla y una radio estación indígena en frecuencia Fm Estéreo 107.5 pay pay con el lema "desde el hermoso valle de las flores " esta con cubrimiento departamental, el líder del "taita " Carlos Andrés Meneses pertenece a la red ACOIC,Y Primaveral PERTENECIENTE redsindamanoy RED DE EMISORAS COMUNITARIAS DE NARIÑO.

### Televisión
En Guaitarilla a mediados de l968 cuando por mandato de TELECOM E INRAVISON se instala sobre las alturas del volcán Galeras una antena repetidora, y facilita la llegada de la televisión a Nariño con una excelente señal en BLANCO Y NEGRO. Y se puede observar la llegada del papa PABLO VI a Colombia.
A nivel local se recibe también la señal de TV Ecuatoriana y hoy señales más nítidas y con diversidad de canales gracias al sistema de antena parabólica y tv. Cable.

## Instituciones municipales
Guaitarilla funciona como un municipio, entidad descentralizada, con autonomía y presupuesto propios, legalmente reconocida y organizada de manera estructural, es decir como un ente territorial, con capacidad de dictar sus normas a nivel local, adelantar una gestión pública y de servicio social.

### Otras instituciones oficiales
El incremento de las acciones delictivas de todo orden por parte de los ciudadanos, obligó al gobierno nacional a reformar los cuerpos de investigación criminal y a establecer La Fiscalía, como instituciones de instrucción de los hechos quienes tiene facultades para dictar medidas de captura y privación de la libertad en los casos necesarios y pasar los expedientes a los jueces penales, para su juzgamiento final, institución que también existe en el municipio dependiente de La Fiscalía General de la Nación.

#### Iglesia
La fe predominante del municipio es la católica. La tradición oral, cuenta que se dieron cambios de los misioneros, abandonando el suelo los mercedarios de origen quiteño y llegaron en su reemplazo Agustinos, quienes cambiaron de patrono elevando a esta distinción a San Nicolás de Tolentino. 
Guaitarilla contaba en su sector urbano con casas pajizas, una casa municipal en bahareque y un templo religioso de iguales condiciones, propio de una cultura tribal y una apenas naciente idea de urbanismo.
Esta influencia, más los terremotos de los años l935 a l938 dieron al traste con la capilla existente de la cual solamente se mantuvo en pie una “Nave” o ala solar, que se procuró reconstruir y donde se realizaron por pocos años los ritos sagrados. El párroco de estos tiempos LEONIDAS ROJAS, reemplazado por el padre SERVIO TULIO DORADO, quien decidió construir un templo provisional en el espacio El Convento.

### Construcción del Templo
La construcción del templo inició en 1938, se previó hacerlo en material de ladrillo quemado y con fortalezas de estructura en hierro; organizó los comités. Se destacaron los de las veredas los cuales todos los domingos de 1939 y 40 llevaron del monte toda la leña posible, (no se pensaba en ecología hoy muy de moda) por la abundancia de maderos apropiados para hornear el barro.
El barro se sacó del punto denominado la Tejería, a un costado de la plaza de mercado y dirigieron la pisada del barro maestros alfareros y albañiles que elaboraron ladrillo sin fin y tejas en cantidad para la cubierta de la nueva casa, entre tanto las gentes del pueblo realizaban fiestas, bazares o tómbolas y rifas para recolectar el dinero necesario y financiar otros materiales como hierro, vitrales, baldosa, cemento, arena y pintura de muchos colores.

### Descripción del templo
Arte estilo gótico florido, pues termina en tres torres piramidales, dos ubicadas al frente del templo en la cara principal que da al parque y una en la parte posterior bajo la cual está el altar mayor, cada una termina en punta con una cruz metálica; florido por las diferentes adornos en forma de ramos y los capiteles que se incrustan sobre las aristas de las torres y sobre su planos laterales, donde empieza la piramidazión tetraedral de las torres se ven unas pequeñas columnas en forma de ramas al estilo arabesco que terminan unas en pebeteros y otras en puntas.
Entre las torres principales al medio, parada sobre un mundo se levanta la efigie de la virgen coronada. Con sus brazos abiertos, sostiene un cetro en la mano derecha, al pie se ven las figuras de unos niños; del pie hacia abajo un tanto equidistantes se ven a los extremos dos ángeles alados que sostienen sendas antorchas, otro hacia el medio protege a una niña y al otro lado central la efigie de una virgen amparando a una pareja de niños.
Hacia el interior muestra tres “naves”; su piso enchapado con baldosín, las paredes los muros laterales enlucidos con vitrales y los muros de la nave central en la parte superior presenta ventanales que rematan en forma de arcos en tripletas consecutivas y pintura mural de color agradable a la vista que da serenidad y paz a quienes asisten. Las dos naves laterales van desde la puerta principal de acceso al templo hasta los llamados altares menores, (presbiterio y bautisterio) tienen su cielo raso a mediana altura, a unos 5 m del piso y su terminado al igual que el del nave central es en madera tallada color caoba, solo que en esta en la parte central tiene pintada una cruz de diseño llamativo de colores verde claro y blanco ; la nave principal o central da lugar a la instalación de dos hileras de bancas paralelas y converge con el sector del púlpito, dejando un gran espacio entre estas y el comulgatorio que comunica con en el llamado altar mayor y su cielo raso tiene una altura de aproximados 15 metros.
El altar mayor igualmente gótico en pequeñas torres y pedestales de armonía exquisita, todo en color dorado, nos muestra a los lados dos ángeles, cabello largo y rizado vestidos en tules blancos y azules que sostienen ciriales con lámparas: al centro está el sagrario en el que se guardan las sagrada reserva y copones con hostia consagrada, cubierto con unos mantos acordes a la liturgia del momento, por la misma dirección hacia arriba el santuario presenta cuatro nichos con las imágenes de: San Nicolás de Tolentino, la efigie soberna del Sagrado Corazón de Jesús en la parte más encumbrada, lado izquierdo la imagen de María en la advocación de nuestra señora de las nieves, sobrepuesto un crucifijo de regular tamaño en el espacio central entre el sagrario y el nicho del patrono del pueblo representa la imagen de “Nuestro Señor de los Milagros” decorado a la espalda con un sol brillante y unos ángeles ubicados paralelamente a cada lado con antorchas iluminan el ambiente sagrado.
En la nave derecha hay una puerta de acceso que comunica con la planta física del llamado convento y con la casa cural. En la parte posterior que equivale a la entrada principal encontramos un biombo fijo de gran tamaño y sobre la parte izquierda la pila bautismal, en el lado opuesto un lugar de almacenamiento de imágenes, enseres del templo, las escaleras de acceso al CORO y a la torre del CAMPANARIO y a la torre del reloj.
La estructura del templo yace sostenida por un número aproximado a 20 columnas o pilastras unas cilíndricas y otras prismáticas cuadrangulares, unidas unas tras otra por arcos en cuyos empalmes cuentan con adornos tipo capitel, debidamente acabadas y pintadas en tonalidades que corresponden a la uniformidad de color con tonalidades y matices muy vistosos y agradables. En el espacio que dejan los arcos se tallaron en alto relieve las catorce escenas del viacrucis.

## Monumentos y capillas
Como templo es de mención especial el construido en la década de los 1990 en la vereda del Cabuyo, obra de Jesús Portilla Portilla.

### El niño del Cabuyo
En el templo religioso católico del Cabuyo la única imagen sagrada es la del Niño Jesus, diminuta figura, vestido con una capa especial en seda florida y filigrana, que recubre su cuerpo y sobre su cabeza una pequeña corona dorada. Está iluminado por luces fluorescentes blancas, verdes y rojas. La fiesta tradicional se celebra los 20 de enero de cada año a la que acuden habitantes locales y visitantes de otras regiones.

### Vicaria foránea
La parroquia de San Nicolás de Tolentino, por decisión del obispo Alonso Arteaga Yepes, pasa a vicaria Foránea en 1965.

## Mitos y leyendas
El municipio de Guaitarilla cuenta con una rica tradición oral, con mitos y leyendas entre las cuales destacan:
1. Origen del río Guaitara.
2. El duende.
3. La vieja de la bandera negra.
4. El guagua auca.
5. El padre descabezado.
6. La vieja del monte.
7. El gritón del cid.
8. El fraile de la guacas.

## Arqueología vs. guaquearía
Este desarrollo nace como resultado de las excavaciones que los llamados «guaqueros» han hecho en los suelos de: La Lomita, Girardot, San Germán, Ahumada y Ales, de donde se extrajeron muestras de cerámicas que certifican la existencia de una cultura que se dedicó a la alfarería.
La cerámica, nombre cercano para este tipo de objetos de barro elaborados por culturas del pasado y que se encuentran en las Guacas, son la expresión del trabajo realizado, empezando por escoger el tipo de tierra a procesar, los desgrasantes a aplicarse en la técnica, la aplicación de los colores independientemente de las formas logradas propias de su concepción subjetiva u objetiva del mundo circundante.
Las formas y material utilizado en la región son comunes, y aplicando la generalización según las consultas de los referentes arqueológicos antiguos podemos afirmar que aplicaron diferentes estilos a saber:
Estilo capulí: predominante en el área cultural del Carchi que llega hasta orillas del río Guaitara en Nariño, según el Dr. Alice Francisco, por lo cual se aplica el mismo sistema descriptivo. Deriva este nombre de un lugar de San Gabriel, perteneciente al período de cerámico del oro del ángel o negativo del Carchi. Sus muestras indican la presencia contenidos arenoso de río, de tipo negativo negro y rojo y color naranja; que permiten concluir que las riberas eran asentamientos humanos. Incluye elementos de arcilla cruda decorados en pintura blanca muy débil que tiende a desaparecer al tacto. (Por ello se debe evitar en estos cuerpos la manipulación desmesurada para conservar su color original) las formas características son:
1. Copas, de base tronco-cónica con tendencia a bases más estrechas y altas son utilizados como bebederos de chicha, otras copas son de copa ancha y base pequeña.
2. Cuencos, de base anular.
3. Copa cuadrada, con esquinas dentadas
4. Olla globular, con asas o sin ellas, aparece con impresiones de huellas en el cuerpo.
5. Olla de base cuadrada, con protuberancias en los hombros. En el final del estilo capulí, se da la fase de TUMBA TARDIA que incluye siete formas y técnicas decorativas, Ollas en forma de Calabaza, olla globular y olla lenticular,
6. Modelos antropomorfos, son jarras decoradas con figuras de seres humanos y de animales entre aves y reptiles y batracios, se encuentran silbatos decorados con figuras de monos, en alto relieve, o representan escenas propias de la cacería. Se destacan los muy conocidas las estatuillas o efigies de gritones.
7. Ollas tripodales, son jarrones y olletas a las que se les diseñaron tres pies o podes sobre las cuales se puede sostener sin ningún desequilibrio pues su distribución equidistante y simétrica hacen de la olla su centro de gravedad y equilibrio.

Estilo Piartal: se trata de cuencos de base angular, olla lenticular, vasija en forma de zapato, botijuela o ánfora, en cuya masa de arcilla caolítica de colores claros o blanco en las que se observan incrustaciones de cuarzo, utilizados en su decoración de pintura positiva con pinturas zoomorfas y fitomorfas. Este estilo se caracteriza por los diseños geométricos, circulares, líneas paralelas repetidas, estrellas hasta de ocho picos.
Estilo Tuza: corresponde a un período “tardío” común entre los indios pastos, se caracteriza por presentar figuras aparentadas o semejantes por ejemplo ánfora con dos asas, Cayanas o callanas con dos asas, caracoles de barro y ocarinas. Estilo de origen incaico, lo cual confirma que fueron invadidos no mucho tiempo antes de la llegada de los blancos.
Los lugares de asentamiento y hallazgo en Guaitarilla son: La lomita, Girardot, San Alejandro y Ahumada son centros de excavaciones en el municipio y de donde se han extraído muestras de las cuales se desconoce su paradero. En el lenguaje de los guaqueros se permiten referenciar algunos objetos encontrados así: jarras, nombre dado a las copas; muñecos, asignación dada a los gritones; churos, nombre dado a las ocarinas; pondos, que identifica las olletas.

## Festividades y tradiciones populares
- Carnavales locales de negros Y blancos, los días 4, 5 y 6 de enero.
- Festividades religiosas del niño Jesús del Cabuyo a finales de enero.
- Revolución contra los Clavijos o comunera del sur, 18 de mayo.
- Fiesta del campesino.
- Fiesta de la Patrona del pueblo nuestra Señora de las Nieves, días 4 y 5 de agosto.
- Fiesta del santo patrono Nicolás de Tolentino, días 8, 9 10 y 11 de septiembre.
- Novena de aguinaldos desde el 16 de diciembre hasta el 24 con el pase del niño del barrio Belén al templo parroquial.
- Nacimiento del niño Jesús y novena 24 de diciembre
- Fiesta de los santos inocentes, el 28 de diciembre.
- Desfile tradicional de años viejos 31 de diciembre.